# Banana Cavendish Enana
La banana o plátano Cavendish Enana (Dwarf Cavendish) es un subcultivar de la banana Cavendish, la variedad más ampliamente cultivada y exportada. El adjetivo «enano» se refiere a la altura del pseudotallo, no a la fruta. Las plantas jóvenes tienen manchas de color marrón o púrpura en sus hojas, pero las pierden rápidamente a medida que maduran. Es una de las variedades de banano más comúnmente plantadas del grupo Cavendish, y la principal fuente de bananos comerciales Cavendish junto con Grand Nain.

## Historia
Los plátanos Cavendish llevan el nombre de Guillermo Jorge Spencer Cavendish, sexto duque de Devonshire. Aunque no fueron los primeros especímenes de banano conocidos en Europa, alrededor de 1834 Cavendish recibió un envío de plátanos por cortesía del capellán de Alton Towers (entonces la sede de los Condes de Shrewsbury). Su jardinero, Sir Joseph Paxton, los cultivó en los invernaderos de Chatsworth House. Las plantas fueron descritas botánicamente por Paxton como Musa cavendishii, en honor del duque.
Las bananas de Chatsworth fueron enviadas a varios lugares del Pacífico alrededor de la década de 1850. Se cree que algunos de ellos pueden haber terminado en las Islas Canarias, aunque otros autores creen que el plátano en las Canarias había estado cultivándose allí desde el siglo XV y habían sido introducidos por otros medios, es decir, por los primeros exploradores portugueses que los obtuvieron de África occidental y luego fueron responsables de difundirlos al Caribe. Los plátanos africanos a su vez fueron introducidos desde el Sudeste asiático en Madagascar por los primeros marineros austronesios. En 1888, Thomas Fyffe importó bananas de las Islas Canarias a Inglaterra. Ahora se sabe que estos plátanos pertenecen al cultivar Cavendish enano.

## Taxonomía
Su nombre aceptado es Musa (grupo AAA) 'Dwarf Cavendish'. Los sinónimos incluyen:
1. Musa acuminata L. A. Colla
2. Musa nana J. de Loureiro
3. Musa nana auct. no J. de Loureiro
4. Musa chinensis R. Sweet

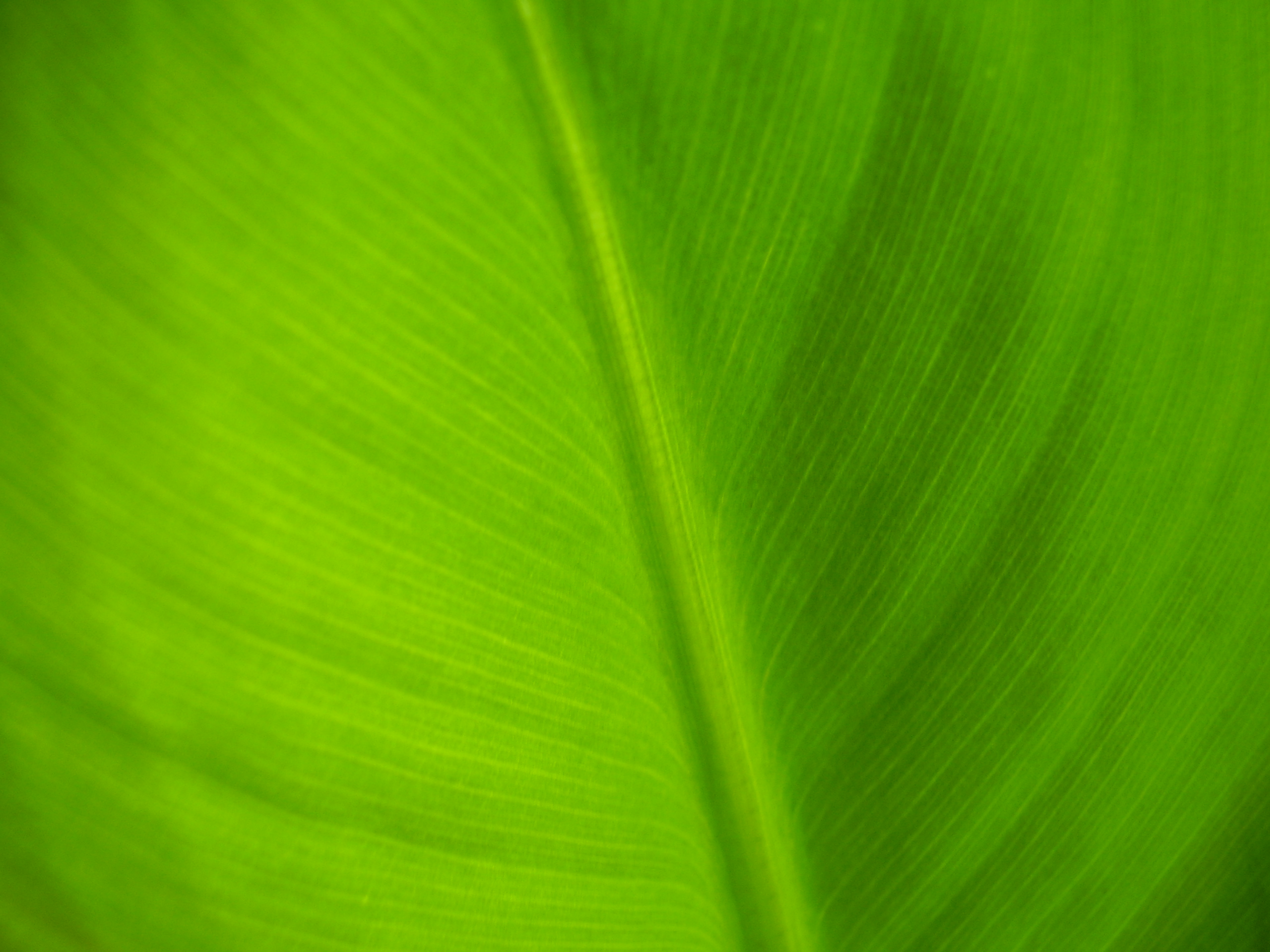
Primer plano de una hoja de Canvendish Enana.

5. Musa sinensis P. A. Sagot ex J. G. Baker
6. Musa sinensis P. A. Sagot
7. Musa sinensis R. Sweet ex P. A. Sagot

Otros nombres comunes incluyen klue hom kom, pisang serendah, plátano chino y plátano canario.

## Descripción
Las hojas Cavendish Enana son anchas con pecíolos cortos. Su corta altura lo hace estable, resistente al viento y más fácil de manejar. Esto, además de su rápida tasa de crecimiento, lo hace ideal para el cultivo de plantaciones. Una característica fácilmente reconocible de este cultivar es que las brácteas y flores masculinas no se desprenden.
Los frutos del cultivar Cavendish Enana varían de unos 15 a 25 cm de longitud y son de piel delgada. Cada planta puede soportar hasta 90 dedos.

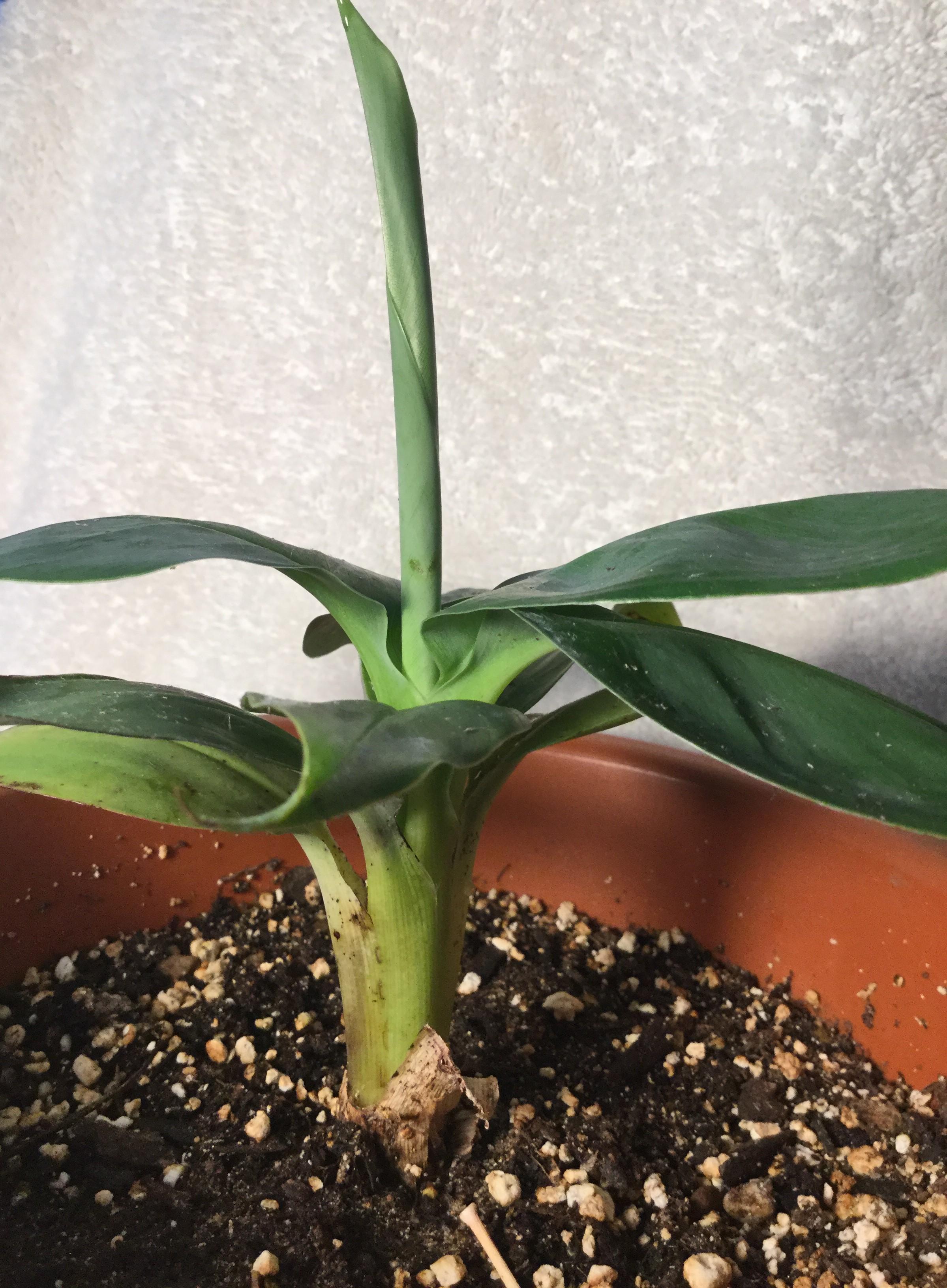
Planta joven de Cavendish Enana.